# Getto w Izbicy Kujawskiej
Getto w Izbicy Kujawskiej – getto żydowskie utworzone podczas II wojny światowej przez okupantów na terenie Izbicy Kujawskiej.

## Historia
Przed wybuchem II wojny światowej w Izbicy Kujawskiej mieszkało około 1400 Żydów. W listopadzie 1939 roku zdewastowano i spalono izbicką synagogę, wcześniej zmuszając rabina Szlamę Grudzińskiego do popełnienia samobójstwa skacząc z jej dachu.
Getto utworzono w styczniu 1940 roku przy ulicy Garbarskiej, uwięziono w nim około 1000 osób, prawdopodobnie oprócz mieszkańców Izbicy byli to także Żydzi z okolicznych miejscowości. Przewodniczącym Judenratu był Elijahu Izbicki, getto miało charakter otwarty.
W getcie panowały bardzo ciężkie warunki, więźniowie getta cierpieli z powodu głodu. 9 marca 1941 roku do getta trafiła grupa Żydów ze Rzgowa. 24 czerwca 1941 roku z getta wywieziono 255 mężczyzn, których przetransportowano następnie do obozów pracy w Mogilnie, Dąbrówce, Inowrocławiu i Poznaniu. 12 stycznia 1942 roku zebrano grupę 40 Żydów, którym nakazano następnie stawić się kolejnego dnia z łopatami i jedzeniem na dwa dni. Gdy następnego dnia stawiło się tylko 15 Żydów, niemieccy żandarmi zabrali kolejnych 14 z Bugaju. Następnie grupa ta została wysłana do obozu zagłady w Chełmnie nad Nerem w charakterze grabarzy w Lesie Rzuchowskim, w grupie tej znalazł się Szlama Ber Winer.
15 stycznia 1942 roku izbickiemu Judenratowi nakazano zebranie wszystkich Żydów z getta, co miało spowodowane być planami zebrania podatku pogłównego. Najprawdopodobniej Judenrat nakazał im ukrycie się lub ucieczkę. Likwidacja getta rozpoczęła się 16 stycznia 1942 roku o godzinie piątej rano. Do getta wkroczyły duże siły niemieckiej policji wspomagane przez lokalnych mieszkańców narodowości niemieckiej, które zaczęły następnie przeszukiwać getto w poszukiwaniu ukrywających się Żydów. Odnalezieni Żydzi byli następnie zamykani w kościele parafialnym, skąd następnego dnia wysłano ich do obozu zagłady w Chełmnie, gdzie zostali zamordowani. Podczas likwidacji niektórych Żydów rozstrzelano na miejscu, w taki sposób zginął m.in. przewodniczący Judenratu.
Okupację w Izbicy przeżył jeden Żyd, Adam Wiśniewski, który ukrywał się u polskiej rodziny.